# Golden Globe per il miglior film drammatico
Il Golden Globe per il miglior film drammatico viene assegnato al miglior film drammatico dalla HFPA (Hollywood Foreign Press Association).

## Vincitori e candidati
L'elenco mostra il vincitore di ogni anno, seguito dai film che hanno ricevuto una candidatura. Per ogni film viene indicato il titolo italiano e titolo originale tra parentesi e il regista.

### 1940
- 1944
  - Bernadette (The Song of Bernadette), regia di Henry King
- 1945
  - La mia via (Going My Way), regia di Leo McCarey
- 1946
  - Giorni perduti (The Lost Weekend), regia di Billy Wilder
- 1947
  - I migliori anni della nostra vita (The Best Years of Our Lives), regia di William Wyler
- 1948
  - Barriera invisibile (Gentleman's Agreement), regia di Elia Kazan
- 1949
  - Johnny Belinda, regia di Jean Negulesco
  - Il tesoro della Sierra Madre (The Treasure of the Sierra Madre), regia di John Huston

### 1950
- 1950
  - Tutti gli uomini del re (All the King's Men), regia di Robert Rossen
  - Le due suore (Come to the Stable), regia di Henry Koster
- 1951
  - Viale del tramonto (Sunset Blvd.), regia di Billy Wilder
  - Eva contro Eva (All about Eve), regia di Joseph L. Mankiewicz
  - Nata ieri (Born Yesterday), regia di George Cukor
  - Cirano di Bergerac (Cyrano de Bergerac), regia di Michael Gordon
  - Harvey, regia di Henry Koster
- 1952
  - Un posto al sole (A Place in the Sun), regia di George Stevens
  - Vittoria sulle tenebre (Bright Victory), regia di Mark Robson
  - Pietà per i giusti (Detective Story), regia di William Wyler
  - Quo vadis, regia di Mervyn LeRoy
  - Un tram che si chiama Desiderio (A Streetcar Named Desire), regia di Elia Kazan
- 1953
  - Il più grande spettacolo del mondo (The Greatest Show on Earth), regia di Cecil B. DeMille
  - Torna, piccola Sheba (Come Back, Little Sheba), regia di Daniel Mann
  - Tempo felice (The Happy Time), regia di Richard Fleischer
  - Mezzogiorno di fuoco (High Noon), regia di Fred Zinnemann
  - La spia (The Thief), regia di Russell Rouse
- 1954
  - La tunica (The Robe), regia di Henry Koster
- 1955
  - Fronte del porto (On the Waterfront), regia di Elia Kazan
- 1956
  - La valle dell'Eden (East of Eden), regia di Elia Kazan
- 1957
  - Il giro del mondo in 80 giorni (Around the World in 80 Days), regia di Michael Anderson
  - Il gigante (Giant), regia di George Stevens
  - Brama di vivere (Lust for Life), regia di Vincente Minnelli
  - Il mago della pioggia (The Rainmaker), regia di Joseph Anthony
  - Guerra e pace (War and Peace), regia di King Vidor
- 1958
  - Il ponte sul fiume Kwai (The Bridge on the River Kwai), regia di David Lean
  - La parola ai giurati (Twelve Angry Men), regia di Sidney Lumet
  - Sayonara, regia di Joshua Logan
  - Testimone d'accusa (Witness for the Prosecution), regia di Billy Wilder
  - Selvaggio è il vento (Wild Is the Wind), regia di George Cukor
- 1959
  - La parete di fango (The Defiant Ones), regia di Stanley Kramer
  - La gatta sul tetto che scotta (Cat on a Hot Tin Roof), regia di Richard Brooks
  - Pietà per la carne (Home Before Dark), regia di Mervyn LeRoy
  - Non voglio morire (I Want to Live!), regia di Robert Wise
  - Tavole separate (Separate Tables), regia di Delbert Mann

### 1960
- 1960
  - Ben-Hur, regia di William Wyler
  - Anatomia di un omicidio (Anatomy of a Murder), regia di Otto Preminger
  - Il diario di Anna Frank (The Diary of Anne Frank), regia di George Stevens
  - La storia di una monaca (The Nun's Story), regia di Fred Zinnemann
  - L'ultima spiaggia (On the Beach), regia di Stanley Kramer
- 1961
  - Spartacus, regia di Stanley Kubrick
  - Il figlio di Giuda (Elmer Gantry), regia di Richard Brooks
  - ...e l'uomo creò Satana (Inherit the Wind), regia di Stanley Kramer
  - Figli e amanti (Sons and Lovers), regia di Jack Cardiff
  - Sunrise at Campobello, regia di Vincent J. Donehue
- 1962
  - I cannoni di Navarone (The Guns of Navarone), regia di Jack Lee Thompson
  - El Cid (El Cid), regia di Anthony Mann
  - Fanny, regia di Joshua Logan
  - Vincitori e vinti (Judgment at Nuremberg), regia di Stanley Kramer
  - Splendore nell'erba (Splendor in the Grass), regia di Elia Kazan
- 1963
  - Lawrence d'Arabia (Lawrence of Arabia), regia di David Lean
  - Sessualità (The Chapman Report), regia di George Cukor
  - I giorni del vino e delle rose (Days of Wine and Roses), regia di Blake Edwards
  - Freud - Passioni segrete (Freud), regia di John Huston
  - Le avventure di un giovane (Hemingway's Adventures of a Young Man), regia di Martin Ritt
  - L'ispettore (The Inpector), regia di Philip Dunne
  - Il giorno più lungo (The Longest Day), regia di Ken Annakin, Andrew Marton e Bernhard Wicki
  - Anna dei miracoli (The Miracle Worker), regia di Arthur Penn
  - Gli ammutinati del Bounty (Mutiny on the Bounty), regia di Lewis Milestone
  - Il buio oltre la siepe (To Kill a Mockingbird), regia di Robert Mulligan
- 1964
  - Il cardinale (The Cardinal), regia di Otto Preminger
  - Il ribelle dell'Anatolia (America, America), regia di Elia Kazan
  - Capitan Newman (Captain Newman, M.D.), regia di David Miller
  - Donne inquiete (The Caretakers), regia di Hall Bartlett
  - Cleopatra (Cleopatra), regia di Joseph L. Mankiewicz
  - La grande fuga (The Great Escape), regia di John Sturges
  - Hud il selvaggio (Hud), regia di Martin Ritt
  - I gigli del campo (Lilies of the Field), regia di Ralph Nelson
- 1965
  - Becket e il suo re (Becket), regia di Peter Glenville
  - Zorba il greco (Alexis Zorbas), regia di Michael Cacoyannis
  - Il giardino di gesso (The Chalk Garden), regia di Ronald Neame
  - Tre donne per uno scapolo (Dear Heart), regia di Delbert Mann
  - La notte dell'iguana (The Night of the Iguana), regia di John Huston
- 1966
  - Il dottor Zivago (Doctor Zhivago), regia di David Lean
  - Il collezionista (The Collector), regia di William Wyler
  - Il volo della fenice (The Flight of the Phoenix), regia di Robert Aldrich
  - Incontro al Central Park (A Patch of Blue), regia di Guy Green
  - La nave dei folli (Ship of Fools), regia di Stanley Kramer
- 1967
  - Un uomo per tutte le stagioni (A Man for All Seasons), regia di Fred Zinnemann
  - Nata libera (Born Free), regia di James Hill
  - I professionisti (The Professionals), regia di Richard Brooks
  - Quelli della San Pablo (The Sand Pebbles), regia di Robert Wise
  - Chi ha paura di Virginia Woolf? (Who's Afraid of Virginia Woolf?), regia di Mike Nichols
- 1968
  - La calda notte dell'ispettore Tibbs (In the Heat of the Night), regia di Norman Jewison
  - Gangster Story (Bonnie and Clyde), regia di Arthur Penn
  - Via dalla pazza folla (Far from the Madding Crowd), regia di John Schlesinger
  - Indovina chi viene a cena? (Guess Who's Coming to Dinner), regia di Stanley Kramer
  - A sangue freddo (In Cold Blood), regia di Richard Brooks
- 1969
  - Il leone d'inverno (The Lion in Winter), regia di Anthony Harvey
  - I due mondi di Charly (Charly), regia di Ralph Nelson
  - L'uomo di Kiev (The Fixer), regia di John Frankenheimer
  - L'urlo del silenzio (The Heart Is a Lonely Hunter), regia di Robert Ellis Miller
  - L'uomo venuto dal Kremlino (The Shoes of the Fisherman), regia di Michael Anderson

### 1970
- 1970
  - Anna dei mille giorni (Anne of the Thousand Days), regia di Charles Jarrott
  - Butch Cassidy (Butch Cassidy and the Sundance Kid), regia di George Roy Hill
  - Un uomo da marciapiede (Midnight Cowboy), regia di John Schlesinger
  - La strana voglia di Jean (The Prime of Miss Jean Brodie), regia di Ronald Neame
  - Non si uccidono così anche i cavalli? (They Shoot Horses, Don't They?), regia di Sydney Pollack
- 1971
  - Love Story, regia di Arthur Hiller
  - Airport, regia di George Seaton
  - Cinque pezzi facili (Five Easy Pieces), regia di Bob Rafelson
  - Anello di sangue (I Never Sang for My Father), regia di Gilbert Cates
  - Patton, generale d'acciaio (Patton), regia di Franklin J. Schaffner
- 1972
  - Il braccio violento della legge (The French Connection), regia di William Friedkin
  - Arancia meccanica (A Clockwork Orange), regia di Stanley Kubrick
  - L'ultimo spettacolo (The Last Picture Show), regia di Peter Bogdanovich
  - Maria Stuarda, regina di Scozia (Mary, Queen of Scots), regia di Charles Jarrott
  - Quell'estate del '42 (Summer of '42), regia di Robert Mulligan
- 1973
  - Il padrino (The Godfather), regia di Francis Ford Coppola
  - Un tranquillo weekend di paura (Deliverance), regia di John Boorman
  - Frenzy, regia di Alfred Hitchcock
  - L'avventura del Poseidon (The Poseidon Adventure), regia di Ronald Neame
  - Gli insospettabili (Sleuth), regia di Joseph L. Mankiewicz
- 1974
  - L'esorcista (The Exorcist), regia di William Friedkin
  - Un grande amore da 50 dollari (Cinderella Liberty), regia di Mark Rydell
  - Il giorno dello sciacallo (The Day of the Jackal), regia di Fred Zinnemann
  - Salvate la tigre (Save the Tiger), regia di John G. Avildsen
  - Serpico, regia di Sidney Lumet
  - Ultimo tango a Parigi, regia di Bernardo Bertolucci
- 1975
  - Chinatown, regia di Roman Polański
  - La conversazione (The Conversation), regia di Francis Ford Coppola
  - Terremoto (Earthquake), regia di Mark Robson
  - Il padrino - Parte II (The Godfather: Part II), regia di Francis Ford Coppola
  - Una moglie (A Woman Under the Influence), regia di John Cassavetes
- 1976
  - Qualcuno volò sul nido del cuculo (One Flew over the Cuckoo's Nest), regia di Miloš Forman
  - Barry Lyndon, regia di Stanley Kubrick
  - Quel pomeriggio di un giorno da cani (Dog Day Afternoon), regia di Sidney Lumet
  - Lo squalo (Jaws), regia di Steven Spielberg
  - Nashville, regia di Robert Altman
- 1977
  - Rocky, regia di John G. Avildsen
  - Tutti gli uomini del presidente (All the President's Men), regia di Alan J. Pakula
  - Questa terra è la mia terra (Bound for Glory), regia di Hal Ashby
  - Quinto potere (Network), regia di Sidney Lumet
  - La nave dei dannati (Voyage of the Damned), regia di Stuart Rosenberg
- 1978
  - Due vite, una svolta (The Turning Point), regia di Herbert Ross
  - Incontri ravvicinati del terzo tipo (Close Encounters of the Third Kind), regia di Steven Spielberg
  - I Never Promised You a Rose Garden (I Never Promised You a Rose Garden), regia di Anthony Page
  - Giulia (Julia), regia di Fred Zinnemann
  - Guerre stellari (Star Wars), regia di George Lucas
- 1979
  - Fuga di mezzanotte (Midnight Express), regia di Alan Parker
  - Tornando a casa (Coming Home), regia di Hal Ashby
  - Il cacciatore (The Deer Hunter), regia di Michael Cimino
  - I giorni del cielo (Days of Heaven), regia di Terrence Malick
  - Una donna tutta sola (An Unmarried Woman), regia di Paul Mazursky

### 1980
- 1980
  - Kramer contro Kramer (Kramer vs. Kramer), regia di Robert Benton
  - Apocalypse Now (Apocalypse Now), regia di Francis Ford Coppola
  - Sindrome cinese (The China Syndrome), regia di James Bridges
  - Manhattan, regia di Woody Allen
  - Norma Rae, regia di Martin Ritt
- 1981
  - Gente comune (Ordinary People), regia di Robert Redford
  - The Elephant Man, regia di David Lynch
  - La nona configurazione (The Ninth Configuration), regia di William Peter Blatty
  - Toro scatenato (Raging Bull), regia di Martin Scorsese
  - Professione pericolo (The Stunt Man), regia di Richard Rush
- 1982
  - Sul lago dorato (On Golden Pond), regia di Mark Rydell
  - La donna del tenente francese (The French Lieutenant's Woman), regia di Karel Reisz
  - Il principe della città (Prince of the City), regia di Sidney Lumet
  - Ragtime, regia di Miloš Forman
  - Reds, regia di Warren Beatty
- 1983
  - E.T. l'extra-terrestre (E.T. the Extra-Terrestrial), regia di Steven Spielberg
  - Missing - Scomparso (Missing), regia di Costa-Gavras
  - Ufficiale e gentiluomo (An Officer and a Gentleman), regia di Taylor Hackford
  - La scelta di Sophie (Sophie's Choice), regia di Alan J. Pakula
  - Il verdetto (The Verdict), regia di Sidney Lumet
- 1984
  - Voglia di tenerezza (Terms of Endearment), regia di James L. Brooks
  - Reuben, Reuben, regia di Robert Ellis Miller
  - Uomini veri (The Right Stuff), regia di Philip Kaufman
  - Silkwood, regia di Mike Nichols
  - Tender Mercies - Un tenero ringraziamento (Tender Mercies), regia di Bruce Beresford
- 1985
  - Amadeus, regia di Miloš Forman
  - Cotton Club (The Cotton Club), regia di Francis Ford Coppola
  - Urla del silenzio (The Killing Fields), regia di Roland Joffé
  - Le stagioni del cuore (Places in the Heart), regia di Robert Benton
  - Storia di un soldato (A Soldier's Story), regia di Norman Jewison
- 1986
  - La mia Africa (Out of Africa), regia di Sydney Pollack
  - Il colore viola (The Color Purple), regia di Steven Spielberg
  - Il bacio della donna ragno (Kiss of the Spider Woman), regia di Héctor Babenco
  - A 30 secondi dalla fine (Runaway Train), regia di Andrej Končalovskij
  - Witness - Il testimone (Witness), regia di Peter Weir
- 1987
  - Platoon, regia di Oliver Stone
  - Figli di un dio minore (Children of a Lesser God), regia di Randa Haines
  - Mission (The Mission), regia di Roland Joffé
  - Mona Lisa, regia di Neil Jordan
  - Camera con vista (A Room with a View), regia di James Ivory
  - Stand by Me - Ricordo di un'estate (Stand by Me), regia di Rob Reiner
- 1988
  - L'ultimo imperatore (The Last Emperor), regia di Bernardo Bertolucci
  - Grido di libertà (Cry Freedom), regia di Richard Attenborough
  - L'impero del sole (Empire of the Sun), regia di Steven Spielberg
  - Attrazione fatale (Fatal Attraction), regia di Adrian Lyne
  - La Bamba, regia di Luis Valdez
  - Pazza (Nuts), regia di Martin Ritt
- 1989
  - Rain Man - L'uomo della pioggia (Rain Man), regia di Barry Levinson
  - Turista per caso (The Accidental Tourist), regia di Lawrence Kasdan
  - Un grido nella notte (A Cry in the Dark), regia di Fred Schepisi
  - Gorilla nella nebbia (Gorillas in the Mist: The Story of Dian Fossey), regia di Michael Apted
  - Mississippi Burning - Le radici dell'odio (Mississippi Burning), regia di Alan Parker
  - Vivere in fuga (Running on Empty), regia di Sidney Lumet
  - L'insostenibile leggerezza dell'essere (The Unbearable Lightness of Being), regia di Philip Kaufman

### 1990
- 1990
  - Nato il quattro luglio (Born on the Fourth of July), regia di Oliver Stone
  - Crimini e misfatti (Crimes and Misdemeanors), regia di Woody Allen
  - L'attimo fuggente (Dead Poets Society), regia di Peter Weir
  - Fa' la cosa giusta (Do the Right Thing), regia di Spike Lee
  - Glory - Uomini di gloria (Glory), regia di Edward Zwick
- 1991
  - Balla coi lupi (Dances with Wolves), regia di Kevin Costner
  - Avalon, regia di Barry Levinson
  - Il padrino - Parte III (The Godfather: Part III), regia di Francis Ford Coppola
  - Quei bravi ragazzi (Goodfellas), regia di Martin Scorsese
  - Il mistero Von Bulow (Reversal of Fortune), regia di Barbet Schroeder
- 1992
  - Bugsy, regia di Barry Levinson
  - JFK - Un caso ancora aperto (JFK), regia di Oliver Stone
  - Il principe delle maree (The Prince of Tides), regia di Barbra Streisand
  - Il silenzio degli innocenti (The Silence of the Lambs), regia di Jonathan Demme
  - Thelma & Louise, regia di Ridley Scott
- 1993
  - Scent of a Woman - Profumo di donna (Scent of a woman), regia di Martin Brest
  - La moglie del soldato (The Crying Game), regia di Neil Jordan
  - Codice d'onore (A Few Good Men), regia di Rob Reiner
  - Casa Howard (Howards End), regia di James Ivory
  - Gli spietati (Unforgiven), regia di Clint Eastwood
- 1994
  - Schindler's List - La lista di Schindler (Schindler's List), regia di Steven Spielberg
  - L'età dell'innocenza (The Age of Innocence), regia di Martin Scorsese
  - Nel nome del padre (In the Name of the Father), regia di Jim Sheridan
  - Lezioni di piano (The Piano), regia di Jane Campion
  - Quel che resta del giorno (The Remains of the Day), regia di James Ivory
- 1995
  - Forrest Gump, regia di Robert Zemeckis
  - Vento di passioni (Legends of the Fall), regia di Edward Zwick
  - Nell, regia di Michael Apted
  - Pulp Fiction, regia di Quentin Tarantino
  - Quiz Show, regia di Robert Redford
- 1996
  - Ragione e sentimento (Sense and Sensibility), regia di Ang Lee
  - Apollo 13 (Apollo 13), regia di Ron Howard
  - Braveheart - Cuore impavido (Braveheart), regia di Mel Gibson
  - I ponti di Madison County (The Bridges of Madison County), regia di Clint Eastwood
  - Via da Las Vegas (Leaving Las Vegas), regia di Mike Figgis
- 1997
  - Il paziente inglese (The English Patient), regia di Anthony Minghella
  - Le onde del destino (Breaking the Waves), regia di Lars von Trier
  - Larry Flynt - Oltre lo scandalo (The People vs. Larry Flynt), regia di Miloš Forman
  - Segreti e bugie (Secrets and Lies), regia di Mike Leigh
  - Shine, regia di Scott Hicks
- 1998
  - Titanic, regia di James Cameron
  - Amistad, regia di Steven Spielberg
  - The Boxer, regia di Jim Sheridan
  - Will Hunting - Genio ribelle (Good Will Hunting), regia di Gus Van Sant
  - L.A. Confidential, regia di Curtis Hanson
- 1999
  - Salvate il soldato Ryan (Saving Private Ryan), regia di Steven Spielberg
  - Elizabeth, regia di Shekhar Kapur
  - Demoni e dei (Gods and Monsters), regia di Bill Condon
  - L'uomo che sussurrava ai cavalli (The Horse Whisperer), regia di Robert Redford
  - The Truman Show, regia di Peter Weir

### 2000
- 2000
  - American Beauty, regia di Sam Mendes
  - Fine di una storia (The End of the Affair), regia di Neil Jordan
  - Hurricane - Il grido dell'innocenza (The Hurricane), regia di Norman Jewison
  - Insider - Dietro la verità (The Insider), regia di Michael Mann
  - Il talento di Mr. Ripley (The Talented Mr. Ripley), regia di Anthony Minghella
- 2001
  - Il gladiatore (Gladiator), regia di Ridley Scott
  - Billy Elliot, regia di Stephen Daldry
  - Erin Brockovich - Forte come la verità (Erin Brockovich), regia di Steven Soderbergh
  - Sunshine, regia di István Szabó
  - Traffic, regia di Steven Soderbergh
  - Wonder Boys, regia di Curtis Hanson
- 2002
  - A Beautiful Mind, regia di Ron Howard
  - In the Bedroom, regia di Todd Field
  - Il Signore degli Anelli - La Compagnia dell'Anello (The Lord of the Rings: The Fellowship of the Ring), regia di Peter Jackson
  - L'uomo che non c'era (The Man Who Wasn't There), regia di Joel Coen e Ethan Coen
  - Mulholland Drive (Mulholland Dr.), regia di David Lynch
- 2003
  - The Hours, regia di Stephen Daldry
  - A proposito di Schmidt (About Schmidt), regia di Alexander Payne
  - Gangs of New York, regia di Martin Scorsese
  - Il Signore degli Anelli - Le due torri (The Lord of the Rings: The Two Towers), regia di Peter Jackson
  - Il pianista (The Pianist), regia di Roman Polański
- 2004
  - Il Signore degli Anelli - Il ritorno del re (The Lord of the Rings: The Return of the King), regia di Peter Jackson
  - Ritorno a Cold Mountain (Cold Mountain), regia di Anthony Minghella
  - Master and Commander - Sfida ai confini del mare (Master and Commander: The Far Side Of the World), regia di Peter Weir
  - Mystic River, regia di Clint Eastwood
  - Seabiscuit - Un mito senza tempo (Seabiscuit), regia di Gary Ross
- 2005
  - The Aviator, regia di Martin Scorsese
  - Closer, regia di Mike Nichols
  - Neverland - Un sogno per la vita (Finding Neverland), regia di Marc Forster
  - Hotel Rwanda, regia di Terry George
  - Million Dollar Baby, regia di Clint Eastwood
- 2006
  - I segreti di Brokeback Mountain (Brokeback Mountain), regia di Ang Lee
  - The Constant Gardener - La cospirazione (The Constant Gardener), regia di Fernando Meirelles
  - Good Night, and Good Luck, regia di George Clooney
  - Match Point, regia di Woody Allen
  - Munich, regia di Steven Spielberg
- 2007
  - Babel, regia di Alejandro González Iñárritu
  - Bobby, regia di Emilio Estevez
  - The Departed - Il bene e il male (The Departed), regia di Martin Scorsese
  - Little Children, regia di Todd Field
  - The Queen - La regina (The Queen), regia di Stephen Frears
- 2008
  - Espiazione (Atonement), regia di Joe Wright
  - American Gangster, regia di Ridley Scott
  - The Great Debaters, regia di Denzel Washington
  - Michael Clayton, regia di Tony Gilroy
  - Non è un paese per vecchi (No Country for Old Men), regia di Ethan Coen e Joel Coen
  - Il petroliere (There Will Be Blood), regia di Paul Thomas Anderson
  - La promessa dell'assassino (Eastern Promises), regia di David Cronenberg
- 2009
  - The Millionaire (Slumdog Millionaire), regia di Danny Boyle
  - Il curioso caso di Benjamin Button (The Curious Case of Benjamin Button), regia di David Fincher
  - Frost/Nixon - Il duello (Frost/Nixon), regia di Ron Howard
  - The Reader - A voce alta (The Reader), regia di Stephen Daldry
  - Revolutionary Road, regia di Sam Mendes

### 2010
- 2010
  - Avatar, regia di James Cameron
  - The Hurt Locker, regia di Kathryn Bigelow
  - Bastardi senza gloria (Inglourious Basterds), regia di Quentin Tarantino
  - Precious, regia di Lee Daniels
  - Tra le nuvole (Up in the Air), regia di Jason Reitman
- 2011
  - The Social Network, regia di David Fincher
  - Il cigno nero (Black Swan), regia di Darren Aronofsky
  - Il discorso del re (The King's Speech), regia di Tom Hooper
  - The Fighter, regia di David O. Russell
  - Inception, regia di Christopher Nolan
- 2012
  - Paradiso amaro (The Descendants), regia di Alexander Payne
  - L'arte di vincere (Moneyball), regia di Bennett Miller
  - The Help, regia di Tate Taylor
  - Hugo Cabret (Hugo), regia di Martin Scorsese
  - Le idi di marzo (The Ides of March), regia di George Clooney
  - War Horse, regia di Steven Spielberg
- 2013
  - Argo, regia di Ben Affleck
  - Django Unchained, regia di Quentin Tarantino
  - Vita di Pi (Life of Pi), regia di Ang Lee
  - Lincoln, regia di Steven Spielberg
  - Zero Dark Thirty, regia di Kathryn Bigelow
- 2014
  - 12 anni schiavo (12 Years a Slave), regia di Steve McQueen
  - Captain Phillips - Attacco in mare aperto (Captain Phillips), regia di Paul Greengrass
  - Gravity, regia di Alfonso Cuarón
  - Philomena, regia di Stephen Frears
  - Rush, regia di Ron Howard
- 2015
  - Boyhood, regia di Richard Linklater
  - Foxcatcher - Una storia americana (Foxcatcher), regia di Bennett Miller
  - The Imitation Game, regia di Morten Tyldum
  - Selma - La strada per la libertà (Selma), regia di Ava DuVernay
  - La teoria del tutto (The Theory of Everything), regia di James Marsh
- 2016
  - Revenant - Redivivo (The Revenant), regia di Alejandro González Iñárritu
  - Carol, regia di Todd Haynes
  - Il caso Spotlight (Spotlight), regia di Tom McCarthy
  - Mad Max: Fury Road, regia di George Miller
  - Room, regia di Lenny Abrahamson
- 2017
  - Moonlight, regia di Barry Jenkins
  - La battaglia di Hacksaw Ridge (Hacksaw Ridge), regia di Mel Gibson
  - Hell or High Water, regia di David Mackenzie
  - Lion - La strada verso casa (Lion), regia di Garth Davis
  - Manchester by the Sea, regia di Kenneth Lonergan
- 2018
  - Tre manifesti a Ebbing, Missouri (Three Billboards Outside Ebbing, Missouri), regia di Martin McDonagh
  - Chiamami col tuo nome (Call Me by Your Name), regia di Luca Guadagnino
  - Dunkirk, regia di Christopher Nolan
  - La forma dell'acqua - The Shape of Water (The Shape of Water), regia di Guillermo del Toro
  - The Post, regia di Steven Spielberg
- 2019
  - Bohemian Rhapsody, regia di Bryan Singer
  - Black Panther, regia di Ryan Coogler
  - BlacKkKlansman, regia di Spike Lee
  - Se la strada potesse parlare (If Beale Street Could Talk), regia di Barry Jenkins
  - A Star Is Born, regia di Bradley Cooper

### 2020
- 2020
  - 1917, regia di Sam Mendes
  - I due papi (The Two Popes), regia di Fernando Meirelles
  - The Irishman, regia di Martin Scorsese
  - Joker, regia di Todd Phillips
  - Storia di un matrimonio (Marriage Story), regia di Noah Baumbach
- 2021
  - Nomadland, regia di Chloé Zhao
  - Mank, regia di David Fincher
  - Il processo ai Chicago 7, regia di Aaron Sorkin
  - The Father, regia di Florian Zeller
  - Una donna promettente (Promising Young Woman), regia di Emerald Fennell
- 2022
  - Il potere del cane, regia di Jane Campion
  - Belfast, regia di Kenneth Branagh
  - CODA, regia di Sian Heder
  - Dune, regia di Denis Villeneuve
  - Una famiglia vincente - King Richard, regia di Reinaldo Marcus Green
- 2023
  - The Fabelmans, regia di Steven Spielberg
  - Avatar - La via dell'acqua (Avatar: The Way of Water), regia di James Cameron
  - Elvis, regia di Baz Luhrmann
  - Tár, regia di Todd Field
  - Top Gun: Maverick, regia di Joseph Kosinski
- 2024
  - Oppenheimer, regia di Christopher Nolan
  - Anatomia di una caduta (Anatomie d'une chute), regia di Justine Triet
  - Killers of the Flower Moon, regia di Martin Scorsese
  - Maestro, regia di Bradley Cooper
  - Past Lives, regia di Celine Song
  - La zona d'interesse (The Zone of Interest), regia di Jonathan Glazer
- 2025
  - The Brutalist, regia di Brady Corbet
  - A Complete Unknown, regia di James Mangold
  - Conclave, regia di Edward Berger
  - Dune - Parte due (Dune: Part Two), regia di Denis Villeneuve
  - Nickel Boys, regia di RaMell Ross
  - September 5, regia di Tim Fehlbaum